# Tronzado

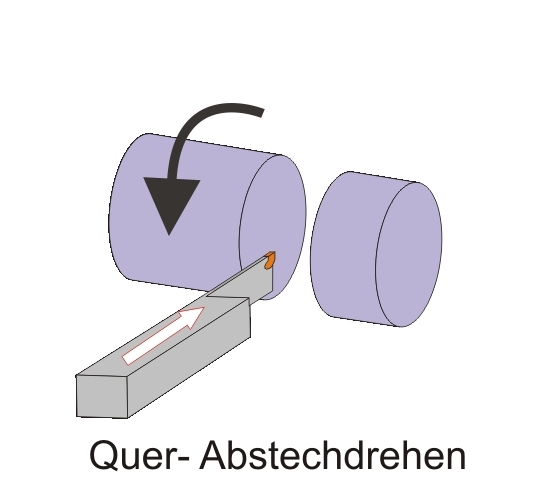
Esquema de una operación de tronzado.

El tronzado es la operación de torno por el que se corta o separa parte de la pieza.
Esta operación suele realizarse cuando se mecanizan piezas de pequeño tamaño desde una barra larga de material, en este caso se coloca una barra de material en el plato del torno mecanizando la parte que sobresale del plato, una vez acabada se corta, separándola, avanzando después la barra para mecanizar otra pieza.